# テトラヒドロ葉酸
テトラヒドロ葉酸（テトラヒドロようさん、Tetrahydrofolic acid）は、葉酸誘導体の一つ。

## 代謝

### ヒトによる生合成
ジヒドロ葉酸レダクターゼ(EC 1.5.1.3)によってジヒドロ葉酸から合成される。この酵素反応はメトトレキサートによって阻害される。ジヒドロ葉酸はこの後、グリシン開裂系またはセリンヒドロキシメチルトランスフェラーゼ(EC 2.1.2.1)によって5,10-メチレンテトラヒドロ葉酸に転換される。

### 真正細菌による生合成
いくつかの真正細菌はジヒドロプテロイン酸シンターゼを使ってジヒドロプテロイン酸を合成する。この酵素はヒトには存在しない。この合成はスルホンアミド系抗生物質合成に役立ち、これは4-アミノ安息香酸（PABA）前駆体と競争する。

ジヒドロ葉酸
5,10-メチレンテトラヒドロ葉酸

## 機能
テトラヒドロ葉酸は多くの反応、特にアミノ酸と核酸の代謝に関わる補酵素である。1炭素基ドナーとして機能するが、この炭素は他の生合成によって合成されたホルムアルデヒドから得る。テトラヒドロ葉酸はヌクレオチド合成を阻害するメトトレキサートによって還元される。
テトラヒドロ葉酸の欠乏は大球性貧血を引き起こす可能性がある。
メトトレキサートは、骨髄抑制を起こすことがある。

## 生化学反応

テトラヒドロ葉酸（THF）による代謝とビタミンB12によるTHFの再生産、:de:Folsäure=葉酸、DHF=ジヒドロ葉酸、THF=テトラヒドロ葉酸、Vit.B12=ビタミンB12、Methyl-Vit.B12=メチルコバラミン、Methionin=メチオニン、Methionin Syntase=5-メチルテトラヒドロ葉酸-ホモシステインメチルトランスフェラーゼ、Homocystein=ホモシステイン、N5-Methyl-THF=5-メチルテトラヒドロ葉酸、N5,N10-Methylene-THF=5,10-メチレンテトラヒドロ葉酸、N10-Formyl-THF=10-ホルミルテトラヒドロ葉酸、dUMP=デオキシウリジン一リン酸、NADPH、DNA

### 5-メチルテトラヒドロ葉酸からの生成
5-メチルテトラヒドロ葉酸-ホモシステインメチルトランスフェラーゼは補因子であるメチルコバラミン（MeB12）を含み、5-メチルテトラヒドロ葉酸（N5-methyl-THF）とホモシステインを基質とする。
この酵素反応は二段階のピンポン機構で進行する。始めに、5-メチルテトラヒドロ葉酸（N5-methyl-THF）からのメチル基の転位でMeB12とテトラヒドロ葉酸（THF）が生成する。次に、メチル基がMeB12からホモシステインに転位し、コバラミン（B12）が再生すると同時にメチオニンが生成する。

### 5,10-メチレンテトラヒドロ葉酸からの生成

#### セリンヒドロキシメチルトランスフェラーゼによる生成反応
テトラヒドロ葉酸 + L-セリン {\displaystyle \rightleftharpoons } 5,10-メチレンテトラヒドロ葉酸+ グリシン + H2O

#### チミジル酸シンターゼ (FAD)による生成反応
5,10-メチレンテトラヒドロ葉酸 + デオキシウリジン一リン酸（dUMP） + FADH2 → チミジル酸（dTMP） + テトラヒドロ葉酸 + FAD
DNAの合成は、dUMP－dTMP－dTDP（チミジン二リン酸）－dTTP（チミジン三リン酸）と進むことで完結する。葉酸は、DNA合成に必要であり、すべての細胞分裂に必要なビタミンB12が含まれる重要な反応についての基質である。